# Faubourg de Vesle
Le Faubourg de Vesle était un quartier historique de Reims.
Il était situé à l’Ouest de la ville, en périphérie de la deuxième enceinte médiévale et dans le prolongement du Decumanus (axe est -ouest).
Le périmètre du faubourg de Vesle, notion qui n’est plus utilisée de nos jours, est intégré au quartier Quartier Bois d'Amour - Porte de Paris - Courlancy définit pour les conseils de quartiers.

## Histoire
Au XIIe siècle, les bourgs Céres et de Vesle se forment spontanéement au-delà des portes Porte Cérès et de Soissons (ou Porte de Vesle) de la deuxième enceinte de Reims.

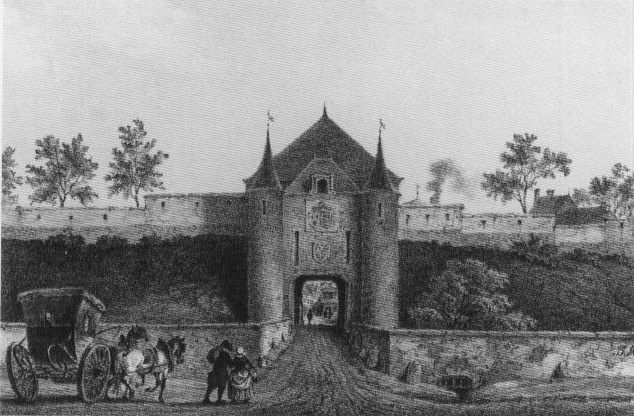
Porte de Vesle.
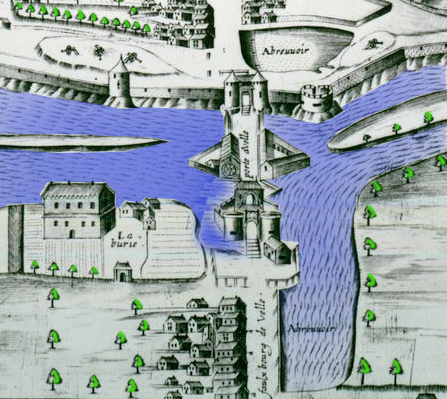

Le plan Picart montre une rivière Vesle plus étendue que celle d’aujourd’hui et un entre-pont avec deux portes. Ces portes étaient décorées pour l’arrivée du futur roi de France.
La remise symbolique des clés de la ville était faite à la Porte de Vesle avec des variantes du protocole au fil du temps.
Comme la majorité des bâtiments hors des murs de la deuxième enceinte, le faubourg de Vesle fût détruit pendant la guerre de cent ans.
Même destruction en 1591, mais cette fois pour défendre l’intérêt de la ligue.

Il est aussi nommé Faubourg de Paris. Il doit ce nom à la porte de Paris qui avait remplacée, en 1776, la Porte de Vesle de la 2eme enceinte.
A noter que cette porte a été déplacée et installée en face des abattoirs de Reims construit en 1839.
Un pavillon d’octroi a d’ailleurs été présent en face de l’abattoir au niveau de cette porte.
En 1854, la ligne d'Épernay à Reims coupe le faubourg d’est en ouest.
En 1866, le canal de l'Aisne à la Marne est creusé, et supprime la 2eme enceinte et les portes successives de la porte Vesle.
En 1880, Maximilien Schirber fonde la brasserie de la Marne au n°27 avenue de paris. Elle fermera dans les années soixante.
Le parc de la Cure d’Air a été créé en 1903 sur la butte Sainte Geneviève.
L’actuelle avenue de Paris constitue figure l’axe principal de l’ancien faubourg de Vesle.

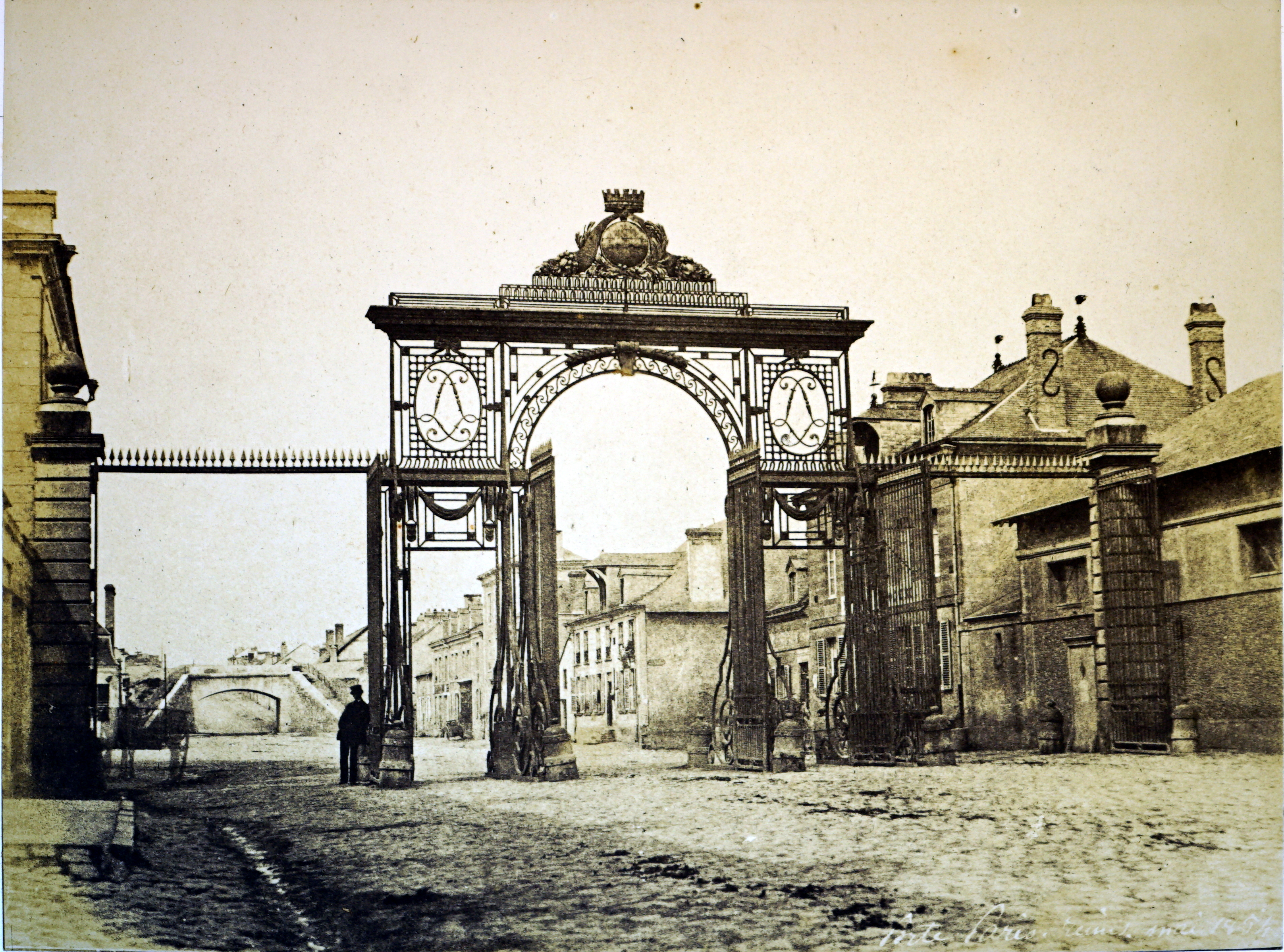
Porte de paris déplacée face aux abattoirs.

.